# Rechtsschutz
Als Rechtsschutz wird das Recht jedes Bürgers bezeichnet, vor unabhängigen Gerichten in angemessener Zeit die Entscheidung über einen Sachverhalt zu bekommen bzw. sein Recht geltend zu machen. 
Zudem wird umgangssprachlich – zumindest in Juristenkreisen – damit auch die Sparte der Rechtsschutzversicherung innerhalb der Versicherungswirtschaft bzw. des Versicherungsrechts bezeichnet.

## Verfassungsrechtliche Begründung
Das Recht auf Rechtsschutz gegen Akte der öffentlichen Gewalt ist in Art. 19 Abs. 4 GG verankert. 
Auch für privatrechtliche Streitigkeiten ist aus der Verfassung die Gewährleistung eines wirkungsvollen Rechtsschutzes abzuleiten, weil das Rechtsstaatsprinzip keine Rechtsschutzlücken duldet. Der Anwendungsbereich eines solchen allgemeinen Justizwähranspruchs liegt bei der Durchsetzung der privatrechtlichen Rechtsordnung sowie dem Rechtsweg gegen nicht von Art. 19 Abs. 4 GG erfasste Rechtsakte. Dem allgemeinen Justizwähranspruch fehlt zwar – anders als Art. 19 Abs. 4 GG – die Ausgestaltung als subjektives Grundrecht, er ist aber aus dem Rechtsstaatsprinzip und Art. 2 Abs. 1 GG herzuleiten und kann deshalb im Wege der Verfassungsbeschwerde geltend gemacht werden.
Die Gewährleistung staatlichen Rechtsschutzes ist dem Grundgesetz immanent und bedeutet einen Ausgleich für das staatliche Gewaltmonopol, das Selbsthilfeverbot zu Lasten des Bürgers und seine prinzipielle Friedenspflicht.

## Spezielle grundgesetzliche Ausprägungen
- Nach Art. 101 Abs. 1 S. 2 GG hat jedermann einen Anspruch auf den gesetzlichen Richter. Dieser umfasst die Garantie einer gesetzlichen Zuständigkeitsordnung im Bereich der Rechtsprechung.
- Nach Art. 103 Abs. 1 GG hat vor Gericht jedermann Anspruch auf rechtliches Gehör. Dieser Anspruch betrifft die Rechtsstellung der Beteiligten in einem bereits eröffneten und beschrittenen Gerichtsverfahren. Den Rechtsweg zum Richter selbst eröffnet indessen die spezifische Rechtsschutzgewährleistung des Art. 19 Abs. 4 GG. Art. 103 Abs. 1 GG steht in einem funktionalen Zusammenhang mit der Rechtsschutzgarantie.[5] Diese sichert den Zugang zum Verfahren, während Art. 103 Abs. 1 GG auf einen angemessenen Ablauf des Verfahrens zielt. Wer bei Gericht formell ankommt, soll auch substantiell ankommen, also wirklich gehört werden. Wenn ein Gericht im Verfahren einen Gehörsverstoß begeht, vereitelt es die Möglichkeit, eine Rechtsverletzung vor Gericht effektiv geltend zu machen.[6] Gegen Akte richterlicher Gewalt im Rahmen der Rechtsprechung, die systematisch nicht Art. 19 Abs. 4 GG unterfallen[7] und die unter Verletzung des Anspruchs auf rechtliches Gehör ergehen, ist die Anhörungsrüge eingeführt worden.
- Art. 19 Abs. 4 GG gewährleistet dem Bürger einen faktisch wirksamen und in angemessener Zeit erfolgenden effektiven Rechtsschutz gegen subjektive Rechtsverletzungen durch Träger öffentlicher Gewalt. Spezielle Rechtsschutzgewährleistungen enthalten Art. 14 Abs. 3 S. 4 GG für die Enteignungsentschädigung und Art. 34 S. 3 GG für den Schadensersatzanspruch aus Amtspflichtverletzungen.

## Grenzen der verfassungsrechtlichen Gewährleistung
Die rechtsstaatliche Verpflichtung zur Justizgewähr schließt weder eine private Schiedsgerichtsbarkeit aus noch die Möglichkeit, im internationalen Privatrecht den Rechtsweg zu den deutschen Gerichten zugunsten einer auswärtigen Gerichtsbarkeit auszuschließen. Schiedssprüche unterliegen jedoch im Rahmen des § 1059 ZPO der Kontrolle durch staatliche Gerichte. Ist Rechtsschutz im Ausland, zum Beispiel wegen Stillstandes der Rechtspflege, nicht zu erlangen, besteht eine Not- oder Ersatzzuständigkeit deutscher Gerichte.
Der Gesetzgeber ist ferner berechtigt, den Rechtsschutz im Rahmen des Rechtsstaatsprinzips (Art. 20 Abs. 1 GG i. V. m. Art. 28 Abs. 1 GG) einzuschränken. Rechtfertigungsgrund für diese Einschränkung ist die Effektivität des Rechtsschutzes, da andernfalls die Justiz nicht mehr handlungsfähig wäre.
Die Einschränkungen des Rechtsschutzes sind jedoch minimal zu halten. Der Rechtsschutz, der auf dem Klageweg zu erhalten ist, wird daher durch die Zulässigkeits- oder Sachurteilsvoraussetzungen beschränkt. Ziel ist es, nicht nur durch eine angemessene Zuständigkeitsverteilung zwischen den Gerichtsorten, den Gerichtsinstanzen und den Streitgegenständen eine vernünftige Auslastung der Gerichte zu erreichen, sondern auch durch die Durchführung eines Vorverfahrens (im Bereich der allgemeinen und besonderen Verwaltungsgerichtsbarkeit) oder durch den Vertretungszwang mit Rechtsanwalt die Rechtsstreitigkeiten zu begrenzen und so schnell wie möglich abzuarbeiten. Grundsätzlich ist das Ziel des effektiven Rechtsschutzes aber insoweit auch durch Sparzwänge in der Justizverwaltung beeinträchtigt. 
Wesentliche Beschränkung des Rechtsschutzes ist das Rechtsschutzbedürfnis. Der Kläger darf nicht einfacher, schneller oder besser (eben effektiver) an sein Recht gelangen können bzw. muss für seine Klage plausible Gründe benennen können. Teilweise wird auch eine Beschwer verlangt.
Vor der Wahrnehmung gerichtlichen Rechtsschutzes muss oft bereits im Vorfeld, ohne Einschaltung eines Gerichts, von außergerichtlichen Rechtsbehelfen Gebrauch gemacht werden. Im Verwaltungsverfahren ist dies in der Regel die Voraussetzung des Widerspruchsverfahrens bei Verwaltungsakten. 
Daneben kann mittels Fachaufsichts- oder Dienstaufsichtsbeschwerden, Petitionen und anderen außergerichtlichen Eingaben eine Überprüfung behördlichen Handelns herbeigeführt werden. 
Im Strafrecht sind an Beschränkungen des Rechtsschutzes in der Regel strengere Anforderungen zu stellen, da der Bürger hier unmittelbar von schwerwiegenden Eingriffen in Grundrechte bedroht ist.